# ジョルジュ・A・L・ボワスリエ
ジョルジュ・A・L・ボワスリエ（Georges Alexandre Lucien Boisselier、1876年3月15日 - 1943年11月5日）はフランスの画家である。

## 略歴
パリでデザイナーの息子に生まれた 。幼い頃から絵の才能を認められ、14歳でパリのエコール・デ・ボザールに入学し、ガブリエル・フェリエールに学んだ。1892年から1895年の間、パリの私立美術学校、アカデミー・ジュリアンでウィリアム・アドルフ・ブグローにも学んだ。19歳になった1895年からローマ賞に応募し、1904年まで応募を続け、1903年に2位の成績を得た。
1898年からフランス芸術家協会の展覧会に出展をし、1901年に3等メダル、1921年に金メダルを受賞した。歴史画や聖書や神話を題材にした作品を描き、肖像画家として上流階級の人々から注文を受けた。
1911年の夏、ブルターニュの海岸の町、パンマールに土地を買い、1925年に邸を建てスタジオを作った。
考古学にも興味を持ち、いくつかの考古学的発掘調査に参加し、フィニステール先史博物館(Musée de la Préhistoire finistérienne)の創立に貢献し、1932年から1936年の間、学芸員も務めた。1937年にフランス先史学会(Société préhistorique française)の会員となった。
1923年にレジオンドヌール勲章（シュヴァリエ）を受勲した。

## 作品

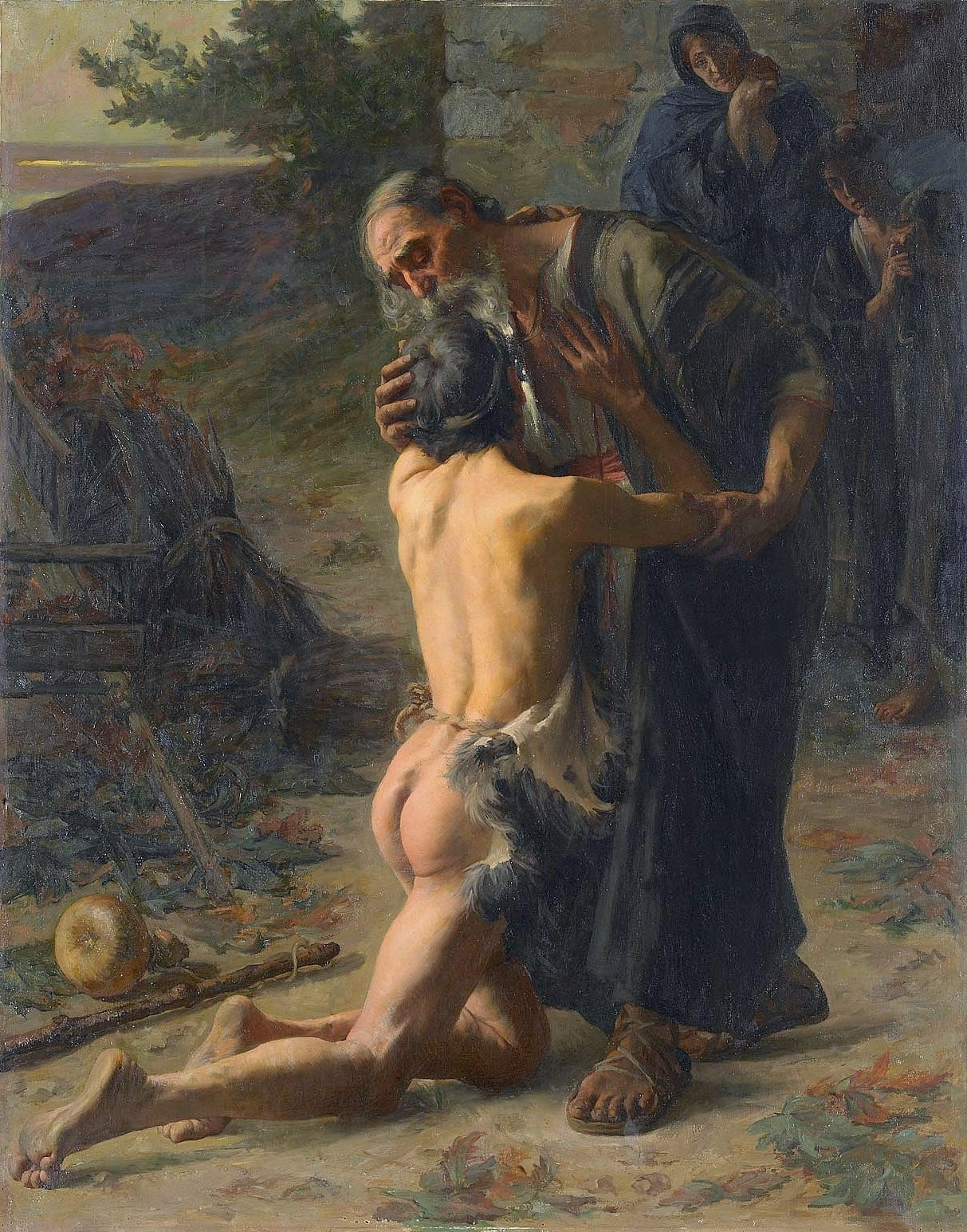
『放蕩息子の帰還』 (1903)
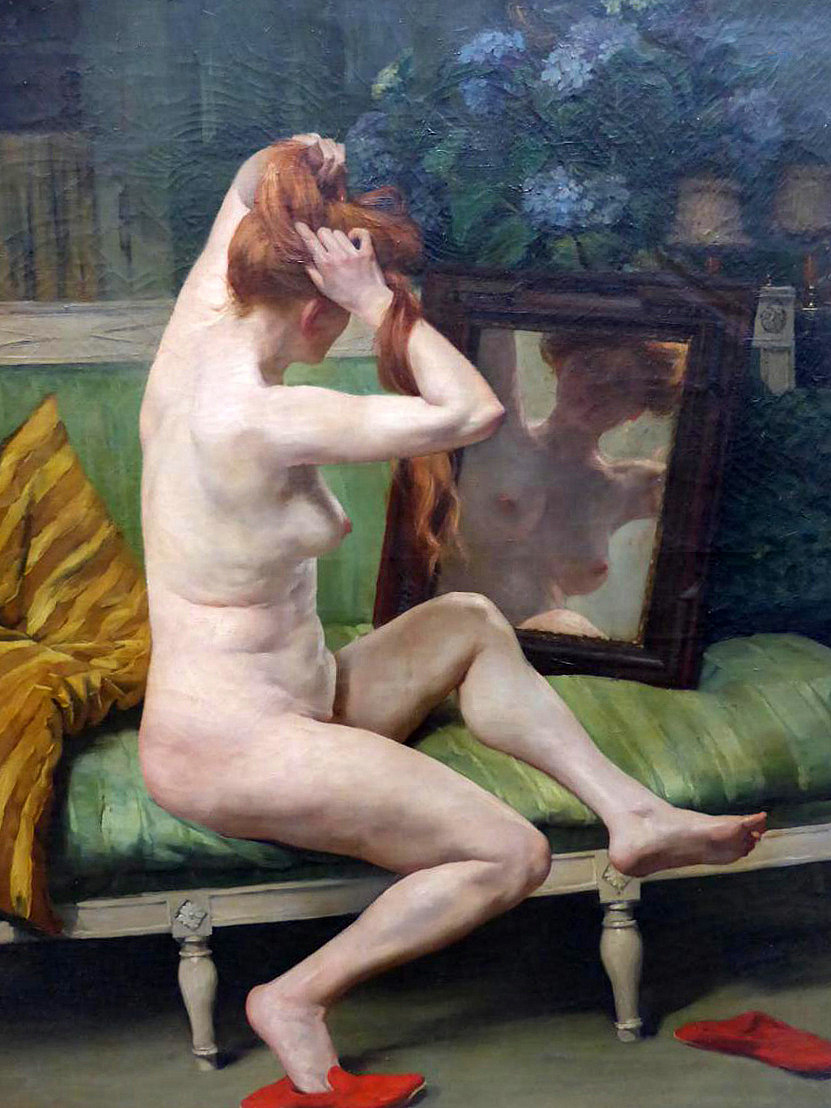
鏡を見る赤毛の女性
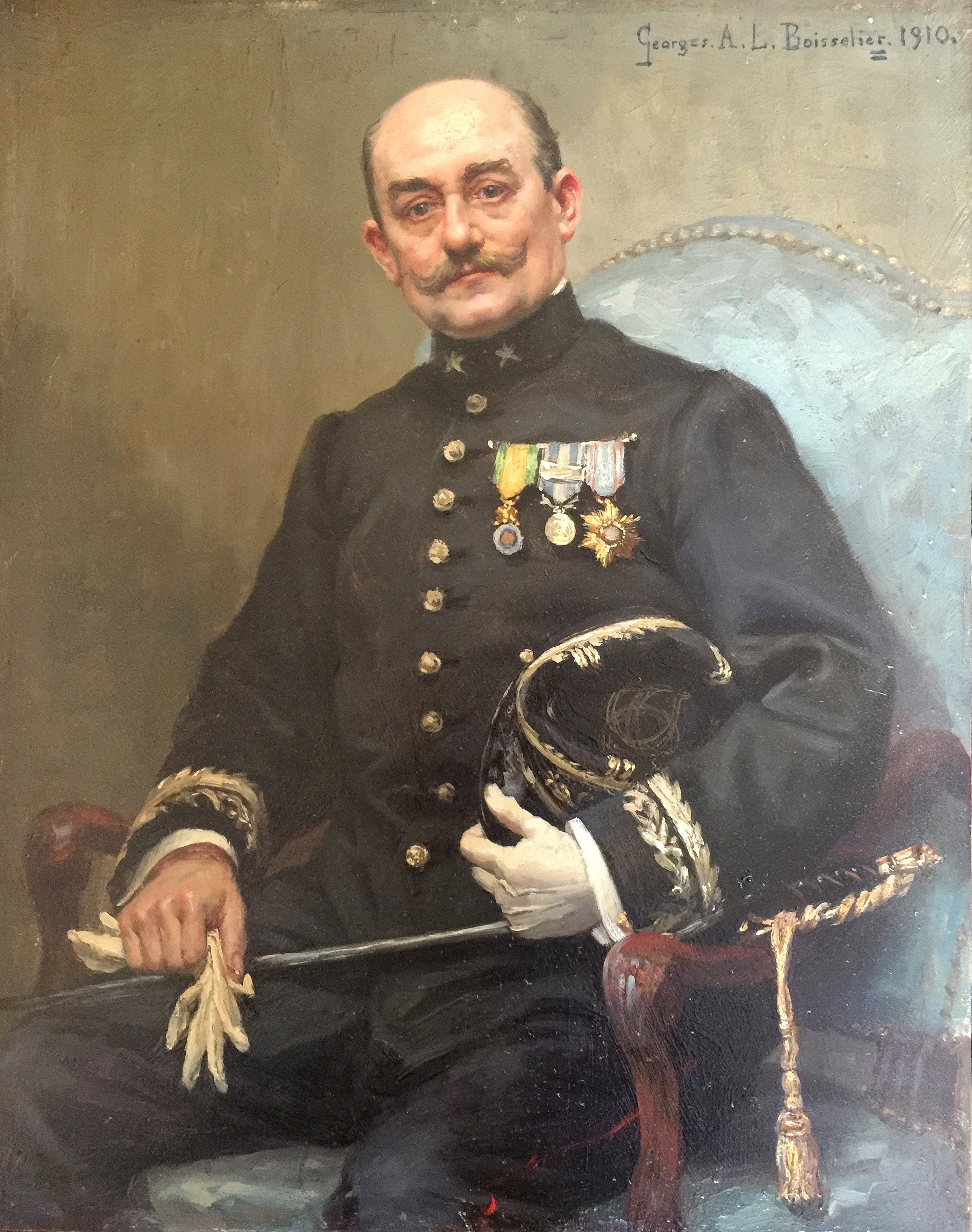
軍服姿の肖像画 (1910)
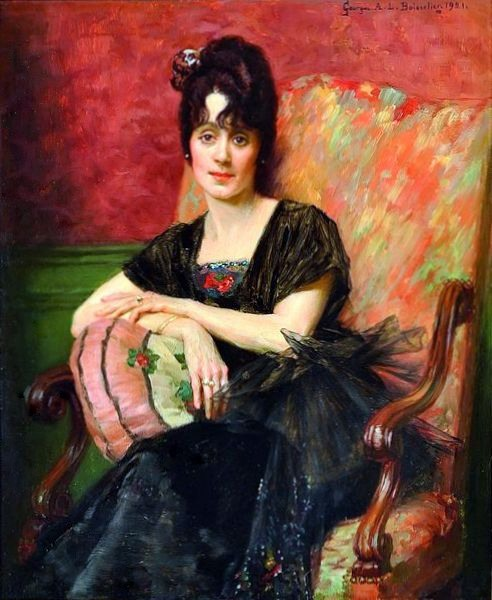
婦人像　(1921)

## 関連図書
- Gilles Le Guen, Penmarc'h qui se souvient des hommes, 1900-1950, le temps des luttes, éditions Palantines 2012, ISBN 978-2-356-78015-7